# Рашсиба (тауншип, Миннесота)
Рашсиба (англ. Rushseba) — тауншип в округе Шисаго, Миннесота, США. На 2000 год его население составило 769 человек.

## География
По данным Бюро переписи населения США площадь тауншипа составляет 80,8 км², из которых 79,7 км² занимает суша, а 1,1 км² — вода (1,35 %).

## Демография
По данным переписи населения 2000 года здесь находились 769 человек, 274 домохозяйства и 226 семей.  Плотность населения —  9,6 чел./км².  На территории тауншипа расположено 313 построек со средней плотностью 3,9 построек на один квадратный километр. Расовый состав населения: 97,92 % белых, 0,52 % коренных американцев, 0,39 % азиатов, 0,26 % — других рас США и 0,91 % приходится на две или более других рас. Испанцы или латиноамериканцы любой расы составляли 0,78 % от популяции тауншипа.
Из 274 домохозяйств в 36,1 % воспитывались дети до 18 лет, в 71,9 % проживали супружеские пары, в 5,5 % проживали незамужние женщины и в 17,2 % домохозяйств проживали несемейные люди. 12,8 % домохозяйств состояли из одного человека, при том 6,2 % из — одиноких пожилых людей старше 65 лет. Средний размер домохозяйства — 2,81, а семьи — 3,07 человека.
27,6 % населения — младше 18 лет, 5,6 % — в возрасте от 18 до 24 лет, 29,8 % — от 25 до 44, 26,8 % — от 45 до 64, и 10,3 % — старше 65 лет. Средний возраст — 38 лет. На каждые 100 женщин приходилось 102,9 мужчин.  На каждые 100 женщин старше 18 приходилось 111,0 мужчин.
Средний годовой доход домохозяйства составлял 47 917 долларов и средний доход семьи был 50 938 долларов. Средний доход мужчин —  38 542  доллара, в то время как у женщин — 24 063. Доход на душу населения составил 19 727 долларов. За чертой бедности находились 3,4 % семей и 5,6 % всего населения тауншипа, из которых 5,2 % младше 18 и 13,6 % старше 65 лет.